# Kościół św. Anny w Nowym Targu
Kościół świętej Anny – rzymskokatolicki kościół filialny należący do parafii św. Katarzyny w Nowym Targu.

## Historia
Eugeniusz Janota w swym „Przewodniku w wycieczkach na Babią Górę, do Tatr i Pienin” w 1860 r. podawał: Kościółek ś. Anny modrzewiowy na wzgórzu po lewéj (północnéj) stronie drogi od Klikuszowéj według podania mieli wybudować jacyś rozbónicy 1219 r. (napis na tęczy), a obraz w wielkim ołtarzu ma być skradziony na Węgrzech. R. 1771 kościółek ten odnowiono. W rzeczywistości świątynia powstała pod koniec XV wieku. Prawdopodobnie w 1772 roku dostawiono wieżę. Remontowana była później kilkakrotnie: w latach 1865, 1879, 1903, 1926, 1970–71 i w 1999 roku.

## Architektura i wyposażenie

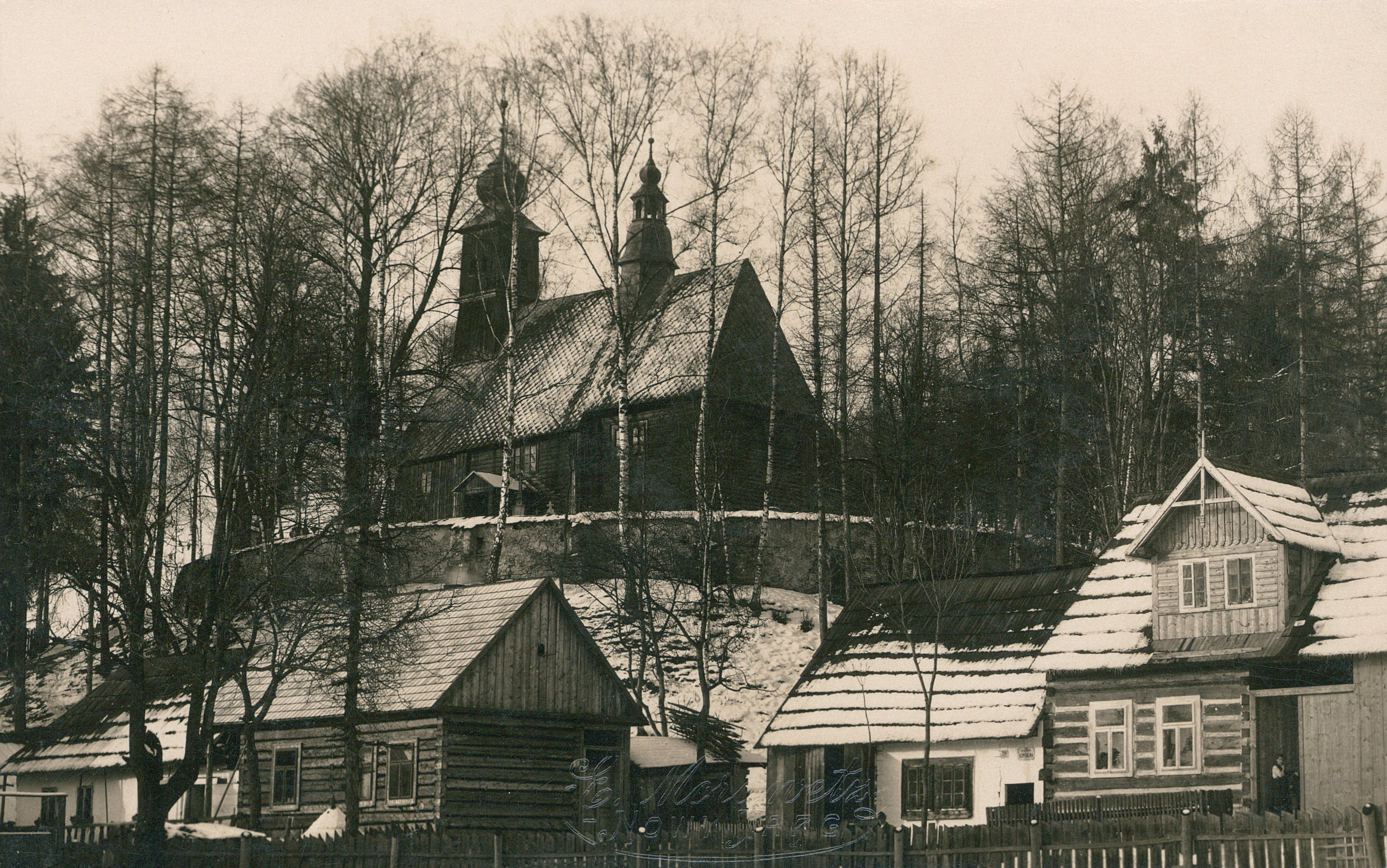
Kościół przed 1939

Jest to budowla drewniana, jednonawowa, posiadająca konstrukcję zrębową. Kościół jest orientowany i jest zaliczany do grupy kościołów późnogotyckich odmiany podhalańskiej. Posiada prezbiterium mniejsze w stosunku do nawy i zamknięte prostokątnie, z boku znajduje się zakrystia. Z boku nawy mieści się kruchta. Wieża posiada konstrukcję słupowo-ramową, obudowana jest w dolnej części na szerokość równą nawie głównej z izbicą. Zwieńcza ją kopulasty dach hełmowy, pokryty gontem. Świątynia posiada dach jednokalenicowy, pokryty gontem, na dachu znajduje się sześciokątna wieżyczka na sygnaturkę. Zwieńcza ją drewniany dach hełmowy, kopulasty z latarnią. Wnętrze nakrywa drewniany strop w formie pozornego sklepienia kolebkowego. Chór muzyczny jest podparty dwoma słupami i posiada wybrzuszony parapet w części środkowej oraz rokokowy malowany i rzeźbiony prospekt organowy z 7 głosowym instrumentem wykonanym około 1750 roku. Polichromia figuralna na ścianach i w kształcie kasetonów z rozetami na suficie pochodzi z 1880 roku i została wykonana przez miejscowego artystę Hipolita Lipińskiego. Interesujące malowidło na ścianie nawy przedstawia początek budowy kościoła i zbójników, legendarnych fundatorów świątyni. Ołtarz główny reprezentuje styl późnobarokowy i pochodzi z 1 połowy XVIII wieku. Dwa ołtarze boczne pochodzą z końca XVII wieku. Ambona reprezentuje styl rokokowy i pochodzi z XVIII wieku; rzeźby reprezentują styl gotycki.
Rektorem kościoła od 2007 r. jest ks. prałat Mieczysław Łukaszczyk, emerytowany proboszcz parafii św. Katarzyny w Nowym Targu.
W każdą niedzielę odprawiana jest Msza Święta w nadzwyczajnej formie rytu rzymskiego.

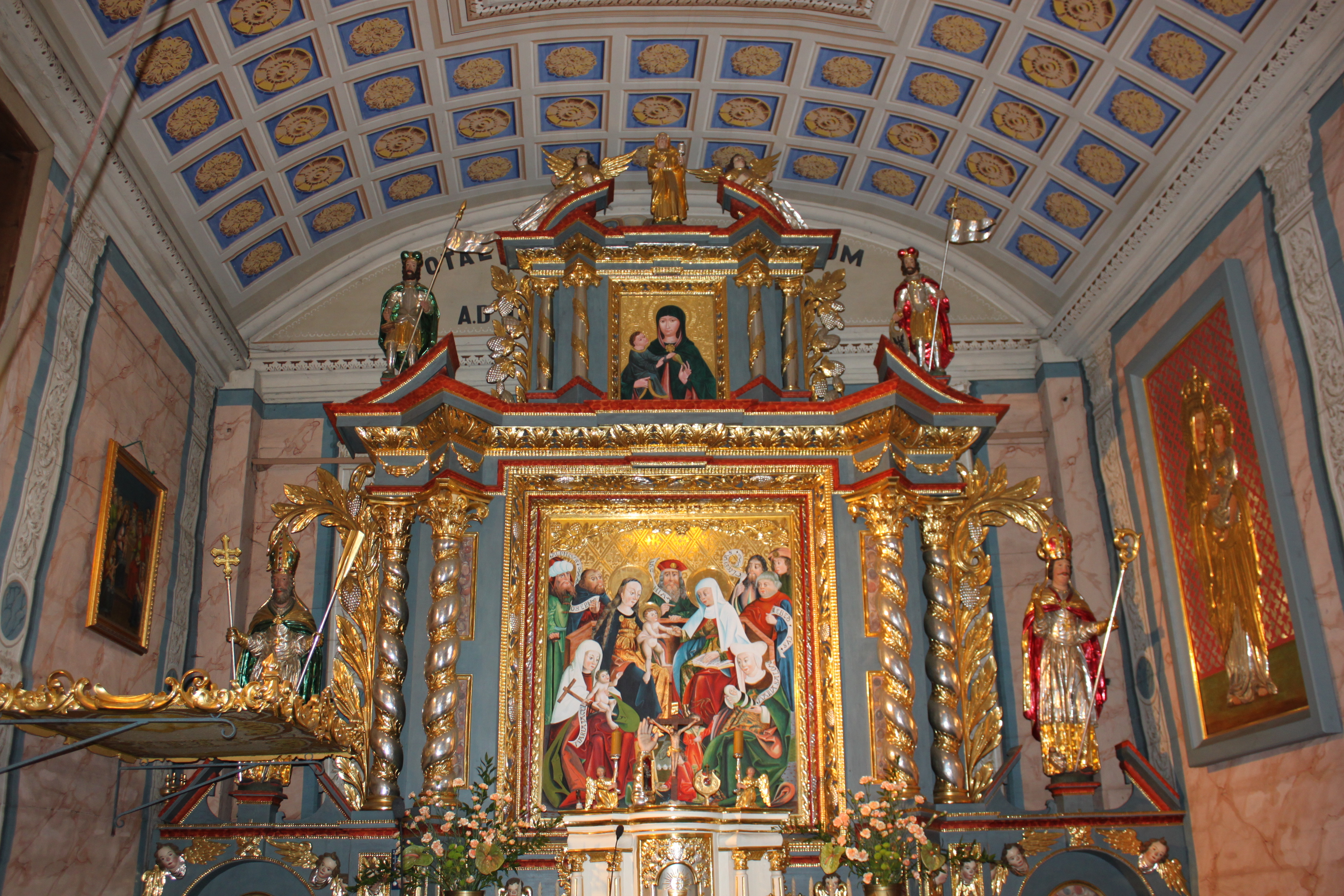
Ołtarz główny